# Mario Melis
Mario Melis (Tortolì, 10 de juny de 1921 – Nuoro, 1 de novembre de 2003) fou un polític sard. De ben jove va militar en el Partit Sard d'Acció (PSd'AZ), amb el que fou escollit alcalde d'Oliena i conseller de la província de Nuoro. Posteriorment fou escollit membre del Consell Regional de Sardenya a les eleccions de 1969, 1979 i 1984, on fou assessor regional d'ens locals, personal i afers generals (gener-novembre de 1973) i de medi ambient (1980-1982), així com president de la Regió de Sardenya el 1982 i el 1984-1989.
El 1989 fou escollit senador d'Itàlia i diputat al Parlament Europeu de 1989 a 1994. En els darrers anys defensà el posicionament del nacionalisme sard de suport al centreesquerra a les eleccions regionals de 2004.
| Precedit per: Angelo Rojch | President del Consell regional de Sardenya 1984 - 1989 | Succeït per: Mario Floris |